# Speyeria baal
Speyeria baal är en fjärilsart som beskrevs av John Kern Strecker 1878. Speyeria baal ingår i släktet Speyeria och familjen praktfjärilar. Inga underarter finns listade i Catalogue of Life.